# Heavydirtysoul
"Heavydirtysoul" é a canção escrita e gravada pelo duo musical norte-americano, Twenty One Pilots. Do seu quarto álbum de estúdio Blurryface, a música foi lançada como single em 9 de dezembro de 2016. A banda tinha lançado um vídeo de áudio da música no YouTube em 17 de maio de 2015.

## Videoclipe
O videoclipe de "Heavydirtysoul" foi lançado em 3 de fevereiro de 2017. Começa com o vocalista Tyler Joseph sentado na parte traseira de um veículo que está dirigindo erraticamente por uma rodovia. Josh Dun pode ser visto tocando bateria no meio da rodovia, e de repente seu kit de bateria começa a pegar fogo, mas ele continua a tocando de qualquer maneira. O veículo em que Joseph está segue em direção a Dun, e perde uma das rodas antes de se desviar e quase bater em Dun. É mostrado brevemente que o motorista do veículo é uma figura desconhecida em um capuz preto, presumivelmente "Blurryface", um personagem criado pela banda. A sequência de Joseph passando por Dun é repetida enquanto o carro continua correndo mesmo com a falta de uma roda. Durante o final do vídeo, vê-se que o veículo continua a destruir-se devido à bateria de Dun, e quando o veículo perde seu telhado e suas portas, Joseph sobe em cima dele e depois pula perto de Dun enquanto o veículo explode. A dupla executa o restante da música na estrada durante a noite, cercada pelo fogo do carro. O final do vídeo mostra o aumento do sol, e Joseph, juntamente com o veículo volta ao normal. O carro que é usado no vídeo é um Cadillac DeVille 1989 sedan, de coloração cinza. O videoclipe tem mais de 35 milhões de visualizações a partir de julho de 2017.

## Performance comercial
"Heavydirtysoul" atingiu o número 8 no gráfico Hot Rock Songs, número 2 no gráfico Alternative Songs, número 22 no gráfico Mainstream Rock e número 25 no Bubbling Under Hot 100 Singles nos EUA.

## Uso da mídia
A música é usada nos jogos de videogames, WWE 2K16 e Madden NFL 16.

## Lista de músicas
| Digital download |                  |         |  |
| N.º              | Título           | Duração |  |
| 1.               | "Heavydirtysoul" | 3:54    |  |

| CD single |                                       |         |  |
| N.º       | Título                                | Duração |  |
| 1.        | "Heavydirtysoul"                      | 3:54    |  |
| 2.        | "Heavydirtysoul" (instrumental)       | 3:54    |  |
| 3.        | "Heavydirtysoul" (edição de rádio)    | 3:33    |  |
| 4.        | "Heavydirtysoul" (faixa de televisão) | 3:54    |  |
| 5.        | "Heavydirtysoul" (acappella)          | 3:54    |  |

## Pessoas
- Tyler Joseph – Vocais, sintetizadores, piano, baixo, pandeiro, programação
- Josh Dun – Bateria, percussão

Músicos adicionais
- Ricky Reed – programação

## Gráficos
| Gráfico (2015–17)                                       | Posição de pico |
| ------------------------------------------------------- | --------------- |
| Bélgica (Ultratop 50 de Flandres)                       | 42              |
| Bélgica (Ultratip Bubbling Under da Valônia)            | 18              |
| Russia Airplay (Tophit)                                 | 82              |
| Estados Unidos (Bubbling Under Hot 100 Singles)         | 25              |
| Estados Unidos (Billboard Hot Rock & Alternative Songs) | 8               |
| Estados Unidos (Billboard Alternative Airplay)          | 2               |
| Estados Unidos (Billboard Mainstream Rock)              | 22              |